# USS Milwaukee (CL-5)
USS Milwaukee (CL-5) (c 20 апреля 1944 года — «Мурманск») — лёгкий крейсер типа «Омаха» ВМС США, принявший участие во Второй мировой войне в составе ВМС США и ВМФ СССР.

## История корабля

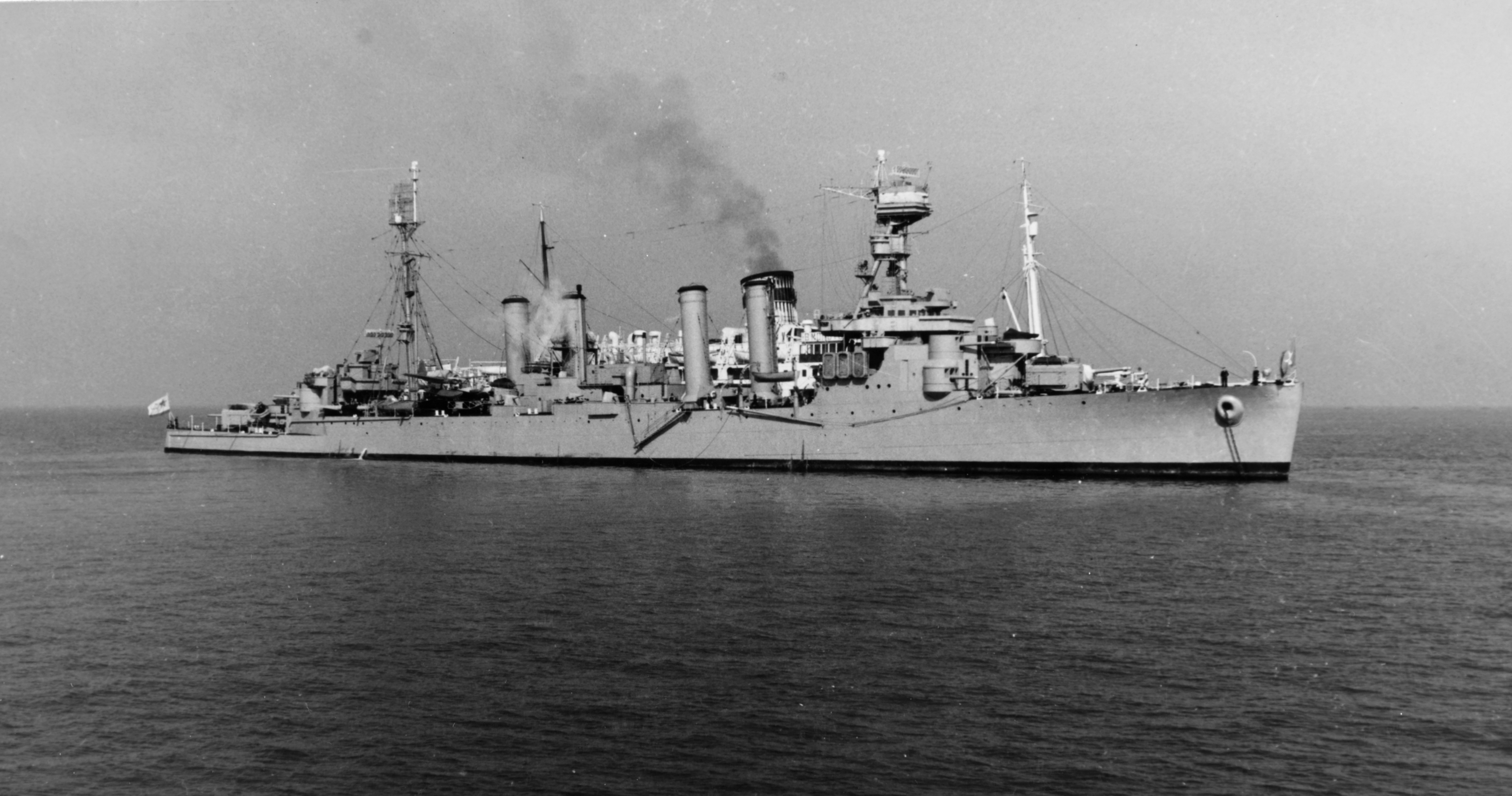
Советский крейсер «Мурманск»

Использовался для службы на Тихом океане, с 1940 года действовал в Атлантике. Там же участвовал в боевых действиях после вступления США во вторую мировую войну, нёс патрульную службу в южной Атлантике и в Карибском море. Был передан СССР в счёт итальянских кораблей, которые СССР должен был получить по репарациям. Перешел на север в составе конвоя, был принят на вооружение Северного флота ВМФ СССР под названием «Мурманск», участвовал в прикрытии конвоя (возглавлял охранение). Затем участвовал в учебных стрельбах. Участия в боевых действиях больше не принимал. Вошел в состав эскадры Северного флота, формировавшейся из отряда кораблей ВМФ СССР, прибывших из Великобритании и бригады эсминцев. Проходил ремонт. После войны проходил ремонт, затем выходы корабля в море стали более частыми. 16 марта 1949 года был возвращён ВМС США и уже 10 декабря продан на слом.

## Некоторые характеристики
Строительство начато 13 декабря 1918 года, спущен на воду 29 июня 1922 года, эксплуатация с 20 июня 1923 года, разобран на металл 10 декабря 1949.
Водоизмещение — Стандартное 7690 т, полное 10 460 т
Бронирование — бортов 75 мм, палубы 37 мм, башен 6 мм
Артиллерия — 10 152/52-мм пушек Мк 12/1 — 4 в двух башнях и 6 в казематах; 6 — 76/50-мм универсальных установок Мк.10
Зенитная артиллерия — 3×2 40/56-мм установкм Мк.1, 12×1 20-мм «Эрликон»
Радиолокационные установки на крейсере: SC (обнаружения воздушных целей — ОВЦ) — 1; SG (обнаружения надводных целей — ОНЦ) — 1; Мк.3 (управления оружием — УО) — 2.

## Командиры крейсера

### Советские
- Зубков, Александр Илларионович (апрель—ноябрь 1944)